# 简民发
简民发，马华公会中委，同时也是2018年马来西亚大选雪兰莪士拉央候选人。

## 经历
简民发自2007年起，先后在三个马来西亚政府部门服务。他曾在2007年至2008年间，出任青年及体育部副部长廖中莱的特别事务官。当廖中莱于2008年担任卫生部长时，简民发继续担任他的特别事务官。2009年，他擢升为廖中莱的机要秘书。2014年6月起至今，简民发受委为马来西亚交通部长廖中莱的政治秘书。
简民发也是马华公会雪兰莪州班登区团署理团长和全国马青体育局副主任及马青受邀中委。